# Bloody Mary (песня Леди Гаги)
Bloody Mary (с англ. — «Кровавая Мэри») — песня американской исполнительницы и автора песен Леди Гаги из её второго студийного альбома Born This Way. Песня написана Гагой в соавторстве с DJ White Shadow и Фернандо Гарибеем.
В ноябре 2022 года ускоренная версия «Bloody Mary» приобрела популярность как фон для видео в TikTok с танцем Уэнздей Аддамс в исполнении Дженны Ортеги из посвящённого этому персонажу сериала. В результате 2 декабря 2022 года песня была выпущена как сингл.
Часть песни можно услышать в Transmission Gagavision 42.

## О песне
По словам Питера Робинсона из PopJustice, песня является балладой, в которой певица восхищается Марией Магдалиной. О названии трека стало известно из интервью в NME. Гага рассказала о песне:

Я верю, что Мария Магдалина была получеловеком-полубогом. Она должна была быть сильной, когда Иисус исполнил пророчество, чтобы умереть за все наши грехи, но она все ещё человек, поэтому она была расстроена, отпуская его. Она должна была быть Суперзвездой, но она должна была и плакать тоже.— Lady Gaga в интервью для NME, 3 марта 2011

## Критика
Bloody Mary получила в основном положительные отзывы. Журнал NME описал песню как 
Темная, пульсирующая и атмосферная, почти похоронная электробаллада. Это один из нескольких треков, включая «Judas», с религиозным текстом.

## Живое выступление
Песня исполняется Гагой в её третьем мировом туре The Born This Way Ball Tour. Во время исполнения на Гаге надето длинное белое платье и шлем. Леди Гага, находясь на платформе, разъезжает по сцене вместе со своими танцовщицами. В это время три танцора исполняют свой танец.
Песня также была исполнена на туре Joanne World Tour на всех шоу, кроме шоу на стадионах. Во время исполнения на певице надета длинная куртка и купальник. Потом Гага снимает куртку и идет на сцене в одном купальнике. В это время двенадцать танцоров исполняют свой танец.

## Участники записи
- Кровавая Мэри на "The Born This Way Ball"DJ White Shadow — автор и продюсер
- Lady Gaga — вокал, автор, продюсирование
- Fernando Garibay — автор
- Grigahcine William Sami Etienne — автор

Информация взята из буклета к альбому Born This Way.

## Чарты
| Чарт (2011)             | Высшая позиция |
| ----------------------- | -------------- |
| Ливан (Lebanese Top 20) | 1              |

| Чарт (2022)                            | Высшая позиция |
| -------------------------------------- | -------------- |
| Австрия (Ö3 Austria Top 40)            | 48             |
| Канада (Billboard Canadian Hot 100)    | 74             |
| Чехия (Singles Digitál Top 100)        | 9              |
| Франция(SNEP)                          | 44             |
| Германия (GfK)                         | 44             |
| Мир (Billboard Global 200)             | 54             |
| Греция (IFPI)                          | 10             |
| Венгрия (Single Top 40)                | 15             |
| Венгрия (Stream Top 40)                | 14             |
| Италия (FIMI)                          | 36             |
| Литва (AGATA)                          | 1              |
| Нидерланды (Single Top 100)            | 97             |
| Польша (Polish Airplay Top 100)        | 91             |
| Португалия (AFP)                       | 70             |
| Словакия (Singles Digitál Top 100)     | 12             |
| Республика Корея (Circle)              | 184            |
| Испания (PROMUSICAE)                   | 96             |
| Швеция (Sverigetopplistan)             | 79             |
| Швейцария (Schweizer Hitparade)        | 29             |
| Великобритания (OCC UK Singles)        | 56             |
| США (Billboard Bubbling Under Hot 100) | 4              |
| США (Billboard Digital Song Sales)     | 49             |
| США (Billboard Pop Airplay)            | 38             |

## Сертификация и продажи
| Регион | Сертификация  | Продажи   |
| --- | ------------- | --------- |
| Австралия (ARIA) | Платиновый    | 70 000    |
| Австрия (IFPI Austria) | Золотой       | 15 000*   |
| Бразилия (ABPD) | 3× Платиновый | 180 000   |
| Канада (Music Canada) | Золотой       | 40 000    |
| Италия (FIMI) | Платиновый    | 100 000   |
| Новая Зеландия (RMNZ) | Золотой       | 15 000    |
| Польша (ZPAV) | Платиновый    | 50 000    |
| Испания (PROMUSICAE) | Золотой       | 30 000    |
| Великобритания (BPI) | Золотой       | 400 000   |
| США | —             | 92,000^   |
| Стриминг |               |           |
| Греция (IFPI Greece) | Золотой       | 1 000 000 |
| * Данные о продажах приведены только на основе сертификации. · Данные о продажах + прослушиваниях приведены только на основе сертификации. · Данные только о прослушиваниях приведены на основе сертификации. |               |           |